# Supermodel (mùa 1)
Supermodel mùa 1 là mùa đầu tiên của Supermodel được phát sóng trên kênh truyền hình 3+ từ tháng 11 đến tháng 12 năm 2007.
Mùa giải này được host bởi người mẫu, doanh nhân và quản lý, Nadja Schildknecht. Ban giám khảo bao gồm nhà sản xuất chương trình và sự kiện, biên đạo múa Yannick Aellen và nhà thiết kế nổi tiếng Mike Karg.
Phần lớn cuộc thi được quay ở Zürich, các phần còn lại của mùa giải đã được quay ở Băng Cốc, Paris, và New York.
Người chiến thắng trong cuộc thi là Nathalie Güdel, 21 tuổi từ Hünibach. Cô giành được:
- 1 hợp đồng người mẫu với Option Model Agency
- 1 hợp đồng người mẫu với Elite Model Management
- Lên ảnh bìa tạp chí SI Style
- 1 chiếc Renault Twingo GT TCE 100 trị giá 20.390CHF

## Các thí sinh
(Độ tuổi tính từ ngày dự thi)
| Thí sinh                | Tuổi | Chiều cao               | Quê quán         | Bị loại ở | Hạng                  |
| ----------------------- | ---- | ----------------------- | ---------------- | --------- | --------------------- |
| Jessica                 | 16   | 1,73 m (5 ft 8 in)      | Winterthur       | Tập 2     | 16–15 (dừng cuộc thi) |
| Rrezearta               | 17   | 1,76 m (5 ft 9+1⁄2 in)  | Grosshöchstetten | Tập 2     | 16–15 (dừng cuộc thi) |
| Alexandra Krone         | 19   | 1,71 m (5 ft 7+1⁄2 in)  | Steffisburg      | Tập 2     | 14–12                 |
| Milica Djordjevic       | 21   | 1,80 m (5 ft 11 in)     | Zürich           | Tập 2     | 14–12                 |
| Mirjana Reljic          | 17   | 1,71 m (5 ft 7+1⁄2 in)  | Buchs            | Tập 2     | 14–12                 |
| Anastasiya Chernichenko | 20   | 1,75 m (5 ft 9 in)      | Auw              | Tập 3     | 11–10                 |
| Noemi Rubera            | 15   | 1,74 m (5 ft 8+1⁄2 in)  | Ehrendingen      | Tập 3     | 11–10                 |
| Erika Weibel            | 21   | 1,73 m (5 ft 8 in)      | Bern             | Tập 4     | 9–8                   |
| Sabine Staubli          | 25   | 1,81 m (5 ft 11+1⁄2 in) | Kriens           | Tập 4     | 9–8                   |
| Aleksandra Petrovic     | 17   | 1,81 m (5 ft 11+1⁄2 in) | Schwyz           | Tập 5     | 7–6                   |
| Ivana Vujcic            | 20   | 1,74 m (5 ft 8+1⁄2 in)  | Basel            | Tập 5     | 7–6                   |
| Arina Mironkina         | 16   | 1,71 m (5 ft 7+1⁄2 in)  | Gerlafingen      | Tập 6     | 5–4                   |
| Tanya Krummenacher      | 21   | 1,73 m (5 ft 8 in)      | Emmenbrücke      | Tập 6     | 5–4                   |
| Eliane Heutschi         | 20   | 1,72 m (5 ft 7+1⁄2 in)  | Binz, Đức        | Tập 7     | 3                     |
| Gorana Markovic         | 18   | 1,77 m (5 ft 9+1⁄2 in)  | Laupen           | Tập 7     | 2                     |
| Nathalie Güdel          | 20   | 1,78 m (5 ft 10 in)     | Hünibach         | Tập 7     | 1                     |

## Các tập

### Tập 1: The Casting
Khởi chiếu: 6 tháng 11 năm 2007
Từ 1000 cô gái đăng kí dự thi, 100 thí sinh đã được mời tham gia buổi casting tại khách sạn Four Points by Sheraton ở Zürich. Họ đã có thử thách đầu tiên là đi catwalk trước mặt ban giám khảo trong trang phục tự chọn của mình và kết quả là chỉ có 50 cô gái vượt qua được thử thách. Sau đó, 50 cô gái còn lại đã có thử thách tiếp theo là đi catwalk trước mặt ban giám khảo trong áo tắm. Kết quả là chỉ có 25 cô gái vượt qua được thử thách.
Ngày hôm sau, 25 cô gái còn lại sau đó được đưa tới nhà thi đấu khúc côn cầu Kolping Arena cho thử thách trình diễn thời trang trên sân băng, khi họ sẽ trình diễn trước khoảng 8000 khán giả trong giờ nghỉ giữa hiệp của một trận đấu. Ngày tiếp theo, họ đã có thử thách cuối cùng là catwalk trong đồ bó màu da. Kết quả là 15 cô gái đã được chọn và sẽ bước vào cuộc thi.
- Khách mời đặc biệt: Sabine Diethelm

### Tập 2: Loft Entry and The first shoot
Khởi chiếu: 13 tháng 11 năm 2007
15 cô gái chung cuộc đã được di chuyển tới căn hộ của mình và ban giám khảo sau đó đến thăm các cô gái và bắt đầu đặt nội quy trong nhà. Ngay sau đó, Nadja và ban giám khảo đã đến gặp các cô gái để nói về nội quy trong căn hộ và Jessica & Rrezearta sau đó đã phải dừng cuộc thi vì nhà trường họ học từ chối cho họ nghỉ để tham gia cuộc thi. Ngày hôm sau, họ đã phải thu dọn đồ đạc để đi tới khách sạn Arabella Sheraton ở Davos và sau đó gặp Nadja tại trung tâm đại hội Davos cho một buổi học catwalk trong khi phải dắt chó đi trên sàn diễn thời trang.
Ngày tiếp theo, họ được đi trực thăng tới đỉnh núi Anpơ cho buổi chụp hình đầu tiên trong đồ lót cùng đồ giữ ấm. Sau đó, họ quay về Zürich và được đưa tới trung tâm mua sắm Manor Plaza cho thử thách phối đồ trong tiệm quần áo Avant Premier, Tanya chiến thắng thử thách và cô chọn Arina để nhận thưởng là một buổi mua sắm quần áo trị giá 500CHF bên trong trung tâm mua sắm. Quay về căn hộ, họ lại có một buổi tập catwalk với Yannick & Lilia Hux-Molotova. Ngày hôm sau, họ đã có buổi chụp hình thứ hai và lần này họ sẽ khỏa thân và chỉ tạo dáng với nhau trong khi chỉ đeo găng tay đấm bốc màu đỏ. Vào buổi đánh giá ngày kế tiếp có sự xuất hiện giám khảo khách mời là Florian Beck, họ đã có một buổi trình diễn thời trang trong trang phục làm bằng da thuộc trước mặt ban giám khảo. Kết quả cuối cùng là Milica, Alexandra & Mirjana là 3 thí sinh tiếp theo bị loại.
- Nhiếp ảnh gia: Claude Stahel
- Khách mời đặc biệt: Lilia Hux-Molotova, Florian Beck

### Tập 3: Off to the Far East
Khởi chiếu: 20 tháng 11 năm 2007
10 cô gái còn lại được đưa tới hộp đêm Abart cho buổi chụp hình tiếp theo cho sôcôla Maestrani, trong khi họ phải tạo dáng theo cặp hóa thân thành cặp đôi đồng tính trong quán bar. Ngày hôm sau, các cô gái đã được bikini wax trước khi biết được đây là thử thách tiếp theo kiểm tra sự can đảm của họ. Kết quả là Tanya & Gorana là 2 người can đảm nhất trong buổi bikini wax nên sẽ được một buổi gặp gỡ với nhóm nhạc Take That, trong khi các cô gái còn lại phải dọn dẹp căn hộ. Nhưng Gorana đã nhường phần thưởng của mình cho Noemi và thế là Tanya & Noemi sẽ được nhận phần thưởng. Sau đó, họ được nhận diện mạo mới từ nhà tạo mẫu Charles Aellen trước khi thu dọn đồ đạc để đưa tới sân bay cho chuyến đi tới Băng Cốc. Trên chuyến bay, họ đã có một buổi trình diễn thời trang trên máy bay.
Các cô gái sau đó đã có một buổi trình diễn thời trang trong trang phục Trung Hoa của người Thái, trong khi Aleksandra, Gorana & Ivana sẽ có một buổi du ngoạn trên sông Chao Phraya với Nadja. Sau đó, họ đã có một buổi dạo phố ở Băng Cốc. Ngày tiếp theo, họ được đưa tới Hua Hin cho buổi chụp hình tiếp theo trong áo tắm ở bãi biển vào ngày mai. Các cô gái sau đó đã quay về Zürich cho buổi loại trừ tiếp theo của mình, họ đã có một buổi trình diễn thời trang trong trang phục của nhà thiết kế Vivienne Westwood trước mặt ban giám khảo. Kết quả cuối cùng là Anastasiya và Noemi là 2 thí sinh tiếp theo bị loại.
- Nhiếp ảnh gia: James Muñoz, Philipp Müller
- Khách mời đặc biệt: Raffaella Iten Metzger, Markus Vettiger, Howard Donald, Jason Orange, Mark Owen, Gary Barlow, Charles Aellen, Anja Sun Suko

### Tập 4: Pure Emotion
Khởi chiếu: 27 tháng 11 năm 2007
8 cô gái còn lại đã có một buổi tập thể dục thể hình với huấn luyện viên Raphael Biedermann. Sau đó, họ được đưa tới cửa hàng quần áo Avant Premier tại trung tâm mua sắm Manor Plaza và nhận được bất ngờ khi Sabine, thí sinh bán kết bị loại, sẽ được tham gia vào cuộc thi. 9 cô gái sau đó đã có thử thách tự phối đồ cho mình và họ sẽ phải hóa thân thành manơcanh trong cửa hàng, thử thách đã gây ra khó khăn cho các cô gái và đặc biệt là Tanya khi cô sau đó bị ngất trong lúc tạo dáng. Kết quả là Sabine chiến thắng thử thách và nhận được một phiếu mua hàng quần áo trị giá 500CHF tại Manor Plaza. Ngày hôm sau, họ được đưa tới một khu siêu thị để mua những món đồ ăn mà họ yêu thích và sau khi quay về căn hộ, chuyên gia dinh dưỡng từ SVDE ASDD, Shima Yazdani, đến gặp các cô gái và cho họ một buổi học về chế độ ăn uống của người mẫu.
Ngày tiếp theo, Nadja đến thăm các cô gái và họ nhận được bất ngờ khi người thân của họ đến thăm họ và họ sau đó đã có thử thách trình diễn thời trang cho tạp chí Annabelle trước sự chứng kiến của tổng biên tập của tạp chí Lisa Feldmann, người thân và kết quả là Gorana, Ivana & Nathalie chiến thắng thử thách. Ngày hôm sau, các cô gái đã có một buổi học diễn xuất trong khi đi catwalk với huấn luyện viên diễn xuất Salvatore Greco, trong khi Gorana, Ivana & Nathalie sẽ được xuất hiện trong buổi trình diễn thời trang cho Stella Fashion Night 2007 trong lễ trao giải của tạp chí Annabelle vì giành chiến thắng thử thách ngày hôm qua. Ngày kế tiếp, họ đã có buổi chụp hình tiếp theo bộc lộ cảm xúc buồn và khóc lóc. Vào buổi đánh giá ngày hôm sau có sự xuất hiện giám khảo khách mời là Franziska Knuppe, họ đã có một buổi trình diễn thời trang trong phong cách lolita trước mặt ban giám khảo. Kết quả cuối cùng là Erika và Sabine là 2 thí sinh tiếp theo bị loại, còn những ai vượt qua được buổi loại trừ này sẽ được bay đến Paris.
- Nhiếp ảnh gia: Pierluigi Macor
- Khách mời đặc biệt: Raphael Biedermann, Shima Yazdani, Lisa Feldmann, Salvatore Greco, Tommy Hilfiger, Corina Gonzales-Torres, Franziska Knuppe

### Tập 5: Vive La France
Khởi chiếu: 4 tháng 12 năm 2007
7 cô gái còn lại được đưa tới Paris và ngay sau đó, họ đã có buổi chụp hình tiếp trong phong cách haute couture. Sau đó, họ đã có một buổi casting cho một loại quần vớ với diễn viên Max Sartore đang đóng giả làm quản lí của hãng quần vớ và họ không biết rằng là Nadja đang bí mật theo dõi bọn họ qua máy quay để kiểm tra sự chuyên nghiệp của họ trước những sự chỉ trích. Các cô gái sau đó đã cùng Nadja và quản lí của Option Model Agency, Ursula Knecht, tham gia một buổi casting tại 2 quản lí người mẫu là Nathalie Models Agency và Marilyn Agency. Kết quả là Eliane là người làm tốt nhất trong tất cả và các cô gái sau đó quay về Zürich.
Ngày hôm sau, họ đã có một buổi chụp hình chân dung cho mỹ phẩm Max Factor và trong khi buổi chụp hình đang diễn ra, Tanya được nhận diện mạo mới của mình. Vào buổi đánh giá ngày tiếp theo có sự xuất hiện giám khảo khách mời là Ursula Knecht, họ đã có một buổi trình diễn thời trang trong phong cách burlesque lấy cảm hứng từ Dita Von Teese trước mặt ban giám khảo. Kết quả cuối cùng là Aleksandra và Ivana là 2 thí sinh tiếp theo bị loại.
- Nhiếp ảnh gia: Patrizio di Renzo, Philipp Müller
- Khách mời đặc biệt: Max Sartore, Ursula Knecht, Patrick Rolland, Bea Petri

### Tập 6: The Final Step
Khởi chiếu: 11 tháng 12 năm 2007
5 cô gái còn lại đã có buổi chụp hình tiếp theo cho trang sức Affinity Fashion, trong khi họ sẽ phải khỏa thân phần trên và phải tạo dáng với nhiều chiếc dây chuyền trên cổ. Sau đó, họ đã có một buổi phỏng vấn với ca sĩ Baschi Bürgin để tham gia vào video âm nhạc mới của anh, kết quả là Arina, Gorana & Nathalie sẽ được xuất hiện trong video âm nhạc mới của Baschi Bürgin,  Wenn du das Lied ghörsch. Các cô gái sau đó đã có thử thách trình diễn thời trang cho Diesel trong hộp đêm Saint Germain của Carl Hirschmann trước khi có bữa tối giải trí trong hộp đêm. Ngày hôm sau, Carl đến gặp các cô gái và thông báo rằng là Nathalie & Tanya chiến thách thử thách ngày hôm sau nên họ sẽ được đưa tới Luân Đôn bằng phi cơ riêng để tham dự buổi khai trương cho hộp đêm Mo*vida. Sau đó, các cô gái đã có một buổi diễn tập catwalk cho triển lãm thời trang Blickfang với biên đạo viên Sybilla Lustenberger, Eliane & Gorana là 2 người có phần thể hiện tốt nhất nên sẽ được xuất hiện trong buổi trình diễn thời trang cho Blickfang vào ngày tiếp theo.
Ngày tiếp theo, họ đã có thử thách chụp hình quảng cáo cho gạo đồ Uncle Ben's, khi họ sẽ bị sơn màu lên người và tạo dáng theo cặp trên một bát gạo khổng lồ ngay trên quảng trường Paradeplatz. Kết quả là Tanya chiến thắng thử thách và nhận được một năm sử dụng gạo của Uncle Ben's. Vào buổi đánh giá ngày hôm sau có sự xuất hiện giám khảo khách mời là Marcus Schenkenberg, họ đã có một buổi trình diễn thời trang trong trang phục của một nhà thiết kế trước mặt ban giám khảo. Kết quả cuối cùng là Arina và Tanya là 2 thí sinh tiếp theo bị loại, còn những ai vượt qua được buổi loại trừ này sẽ được bay đến New York.
- Nhiếp ảnh gia: Diana Scheunemann
- Khách mời đặc biệt: Mara Inan, Baschi Bürgin, Carl Hirschmann, Sybilla Lustenberger, Melanie Albisser, Dominik Benigna, Nadine Bitzer, Karin Krummenacher, Marcus Schenkenberg

### Tập 7: Finale
Khởi chiếu: 18 tháng 12 năm 2007
3 cô gái còn lại đã có buổi chụp hình tiếp theo với siêu mẫu nam Marcus Schenkenberg, trong khi họ sẽ hóa thân thành cặp đôi đang có mâu thuẫn. Sau đó, họ đã có một buổi nói chuyện với Marcus, trước khi được đưa tới New York và nhận được hộp quà từ người thân của mình khi bước vào khách sạn. Ngày hôm sau, họ đã có buổi chụp hình thứ hai cho ảnh bìa tạp chí SI Style. Sau đó, họ đã có một buổi nói chuyện với người mẫu Nadine Strittmatter trước khi quay về Zürich cho buổi chụp hình cuối cùng tạo dáng với bò sát.
Vào buổi đánh giá cuối cùng có sự xuất hiện giám khảo khách mời là Sabina Diethelm, họ đã có buổi trình diễn thời trang trong váy cô dâu từ Mary`s Brautmoden và kết quả là Eliane là thí sinh cuối cùng bị loại. Gorana & Nathalie sau đó đã có buổi trình diễn thời trang cuối cùng trong trang phục haute couture của nhà thiết kế Willi Spiess. Kết quả chung cuộc là Nathalie là quán quân đầu tiên của Supermodel.
- Nhiếp ảnh gia: Gian Paul Lozza, Joshua Jordan, James Muñoz
- Khách mời đặc biệt: Marcus Schenkenberg, Nadine Strittmatter, Sabina Diethelm

### Tập 8: Best Of
Khởi chiếu: 25 tháng 12 năm 2007
Đây là tập ghi lại khoảnh khác của toàn bộ cuộc thi.

## Thứ tự gọi tên
| Thứ tự | Tập        | Tập               | Tập        | Tập        | Tập        | Tập      | Tập      | Tập      |
| Thứ tự | 1          | 2                 | 3          | 4          | 5          | 6        | 7        | 7        |
| ------ | ---------- | ----------------- | ---------- | ---------- | ---------- | -------- | -------- | -------- |
| 1      | Erika      | Ivana             | Eliane     | Tanya      | Eliane     | Gorana   | Gorana   | Nathalie |
| 2      | Arina      | Anastasiya        | Tanya      | Eliane     | Tanya      | Nathalie | Nathalie | Gorana   |
| 3      | Anastasiya | Gorana            | Ivana      | Gorana     | Nathalie   | Eliane   | Eliane   |          |
| 4      | Rrezearta  | Eliane            | Gorana     | Arina      | Arina      | Arina    |          |          |
| 5      | Nathalie   | Nathalie          | Nathalie   | Aleksandra | Gorana     | Tanya    |          |          |
| 6      | Noemi      | Tanya             | Aleksandra | Nathalie   | Ivana      |          |          |          |
| 7      | Mirjana    | Noemi             | Arina      | Ivana      | Aleksandra |          |          |          |
| 8      | Tanya      | Arina             | Erika      | Sabine     |            |          |          |          |
| 9      | Ivana      | Erika             | Noemi      | Erika      |            |          |          |          |
| 10     | Aleksandra | Aleksandra        | Anastasiya |            |            |          |          |          |
| 11     | Alexandra  | Milica            |            |            |            |          |          |          |
| 12     | Eliane     | Alexandra         |            |            |            |          |          |          |
| 13     | Jessica    | Mirjana           |            |            |            |          |          |          |
| 14     | Milica     | Jessica Rrezearta |            |            |            |          |          |          |
| 15     | Gorana     | Jessica Rrezearta |            |            |            |          |          |          |

     Thí sinh dừng cuộc thi
     Thí sinh bị loại
     Thí sinh chiến thắng cuộc thi
- Thứ tự gọi tên chỉ lần lượt từng người an toàn
- Jessica & Rrezearta dừng cuộc thi ở đầu tập 2.
- Sabine vào cuộc thi ở tập 4 và bị loại ngay trong tập đó.
- Tập 8 là tập ghi lại khoảnh khắc từ đầu cuộc thi

### Buổi chụp hình
- Tập 2: Đồ lót cùng đồ giữ ấm trong trời tuyết; Ảnh trắng đen khỏa thân với găng tay đấm bốc theo nhóm
- Tập 3: Cặp đôi đồng tính trong quán bar cho Minor; Ảnh trắng đen áo tắm ở bãi biển
- Tập 4: Ảnh chân dung khóc lóc
- Tập 5: Haute couture; Ảnh chân dung vẻ đẹp cho Max Factor
- Tập 6: Khỏa thân phần trên với dây chuyền cho Affinity Fashion
- Tập 7: Mâu thuẫn của cặp đôi với Marcus Schenkenberg; Ảnh bìa tạp chí SI Style; Tạo dáng với bò sát